# Plagiochila truncatella
Plagiochila truncatella là một loài rêu trong họ Plagiochilaceae. Loài này được Gottsche mô tả khoa học đầu tiên năm 1863.